# Žiga Lipušček
Žiga Lipušček, slovenski nogometaš, * 5. januar 1997, Šempeter pri Gorici.
Lipušček je profesionalni nogometaš, ki igra na položaju branilca. Od leta 2020 je član latvijskega kluba Rigas FS. Ped tem je igral za slovenska kluba Maribor B in Gorica. Skupno je v prvi slovenski ligi odigral 42 tekem in dosegel pet golov. Bil je tudi član slovenske reprezentance do 16, 19 in 21 let.